# Jacques Ochs
Jacques Ochs (født 18. februar 1883, død 3. april 1971) var en belgisk fægter, som deltog i OL 1912 i Stockholm.
Ochs deltog i tre konkurrencer ved OL 1912. I fleuret vandt han sin indledende pulje, men blev derpå sidst i sin kvartfinalepulje og var ude af konkurrencen. I kårde stillede han op både individuelt og i holdkonkurrencen. I den individuelle konkurrence blev han toer i sin indledende pulje, men en fjerdeplads i kvartfinalen blev endestationen her. Til gengæld blev holdkonkurrencen en succes. Her vandt belgierne i indledende runde over Rusland, og skønt de tabte i semifinalepuljen til Sverige, var sejre over Tyskland og Grækenland nok til at sende dem i finalen. Her fik de revanche mod Sverige og vandt desuden over Storbritannien, der fik sølv, og Holland, der fik bronze, hvilket sikrede belgierne guldet.